# Ставки (Хорошівська селищна громада)
Ставки́ — село в Україні, у Хорошівській селищній територіальній громаді Житомирського району Житомирської області. Населення становить 319 осіб (2001).

## Населення
За даними перепису 2001 року населення села становило 319 осіб, з них 99,69 % зазначили рідною українську мову, а 0,31 % — російську.

## Історія
На мапі 1911—1912 років населений пункт позначений як поселення з 98 дворами.
У 1923—59 роках — адміністративний центр колишньої Ставківської сільської ради Хорошівського району.

## Соціальна сфера
У селі діють сільський клуб та Ставківська загальноосвітня школа І-ІІ ступенів, що знаходиться на вулиці Папаніна, 31.